# USS Newark (C-1)

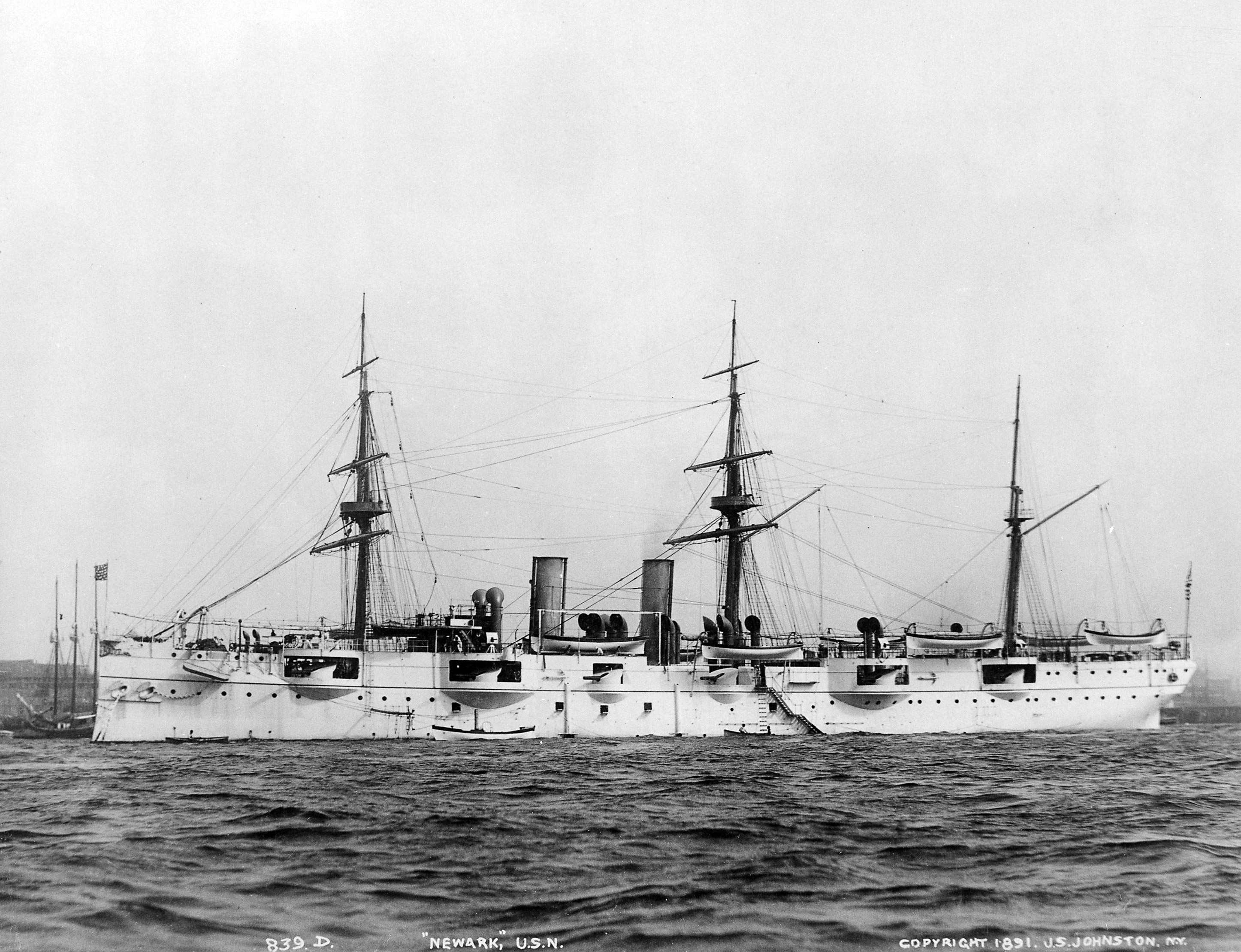
Бронепалубний крейсер «Ньюарк»

«Ньюарк (англ. USS Newark (C-1)) - бронепалубний крейсер ВМС США, восьмий бронепалубний крейсер, побудований Сполученими Штатами. Його конструкція стала заміною крейсерів «ABC» — Atlanta, Boston і Chicago з кращим захистом, більш високою швидкістю, і уніфікованим 6-дюймовим основним озброєнням. Ще чотири бронепалубних крейсерів (C-2 до C-5) були спущені на воду для ВМС США до «Ньюарка».
Брав участь у іспано-американській війні, філіппінсько-американській війні та придушенні Боксерського повстання.